# 6883 Hiuchigatake
6883 Hiuchigatake (1996 AF) là một tiểu hành tinh vành đai chính được phát hiện ngày 10 tháng 1 năm 1996, bởi T. Kobayashi ở Oizumi.